# Ginásio Poliesportivo José Corrêa
O Ginásio Poliesportivo José Corrêa é um ginásio poliesportivo localizado na cidade de Barueri, na região metropolitana de São Paulo, Brasil. Possui capacidade para 5.000 espectadores e estacionamento para 500 veículos.

## História
A arena foi usada para alguns dos jogos preliminares do Campeonato Mundial de Basquetebol Feminino de 2006. Em dezembro de 2011, foi uma das sedes do Campeonato Mundial de Handebol Feminino. O ginásio também foi sede da edição de 2013 da Copa Intercontinental de Basquete. A arena também sediou 2 eventos do UFC, o UFC Fight Night: Maia vs. Shields em 9 de outubro de 2013 e o UFC Fight Night: Machida vs. Dollaway em 20 de dezembro de 2014. Em maio de 2018, sediou os 3 jogos do Grupo 4 da fase preliminar da primeira edição da Liga das Nações de Voleibol Feminino.